# Aster soyeux
Symphyotrichum sericeum
Espèce
Synonymes
Aster sericeus Vent. (1800)
L'aster soyeux (Symphyotrichum sericeum) est une espèce de plante à fleurs de la famille des Asteraceae. C'est une herbacée qui pousse dans les Grandes plaines de l'Amérique du Nord.